# Leptonycteris nivalis
Leptonycteris nivalis је врста слепог миша из породице Phyllostomidae.

## Распрострањење
Врста има станиште у Гватемали, Мексику и Сједињеним Америчким Државама.

## Станиште
Станишта врсте су шуме и пустиње.

## Начин живота
Врста Leptonycteris nivalis живи у пећинским хабитатима.

## Угроженост
Ова врста се сматра угроженом.